# Andrea Londo
Andrea Londo (* 7. listopadu 1992) je mexická a americká herečka. Celosvětově se proslavila rolí Marie Salazar v třetí řadě seriálu Narcos.

## Životopis
Narodila se v San Diegu v Kalifornii, ale vyrůstala v Tijuaně v Mexiku. V dospělosti se přestěhovala do Los Angeles, aby se mohla věnovat herecké kariéře. Nikdy herectví nestudovala, ani nenavštěvovala žádné kurzy.
Svou hereckou kariéru začala v krátkých filmech. V roce 2015 se poprvé objevila na televizní obrazovce, a to v pořadu Catfish: Láska online. O rok později hostovala v seriálu Předstírání. V roce 2017 se objevila v dílu seriálu Myšlenky zločince: Za hranicemi. Ve stejném roce přišla role Marie Salazar v seriálu Narcos.
V roce 2017 bylo oznámeno, že si zahraje Carnalitu v seriálu Mayans M.C., spinoffu seriálu Zákon gangu. Její role ale byla nakonec přeobsazena a Carnalitu ztvárnila Carla Baratta. Londo v té době stále točila Narcos a natáčení obou seriálů časově kolidovalo. V roce 2018 ztvárnila Cynthiu v akčním thrilleru Superfly.

## Filmografie

### Film
| Rok  | Název                     | Role                 | Poznámky    |
| ---- | ------------------------- | -------------------- | ----------- |
| 2014 | Pasaporte                 | Carmen               | krátký film |
| 2017 | Time in Between           | Monica jako teenager |             |
| 2018 | Father's Advice           |                      | krátký film |
| 2018 | Superfly                  | Cynthia              |             |
| 2019 | Dreaming Grand Avenue     | Maggie               |             |
| 2019 | Ice Cream in the Cupboard | mladá Carmen         |             |

### Televize
| Rok  | Název                           | Role               | Poznámky                              |
| ---- | ------------------------------- | ------------------ | ------------------------------------- |
| 2015 | Catfish: Láska online           | Jacqueline         | díl: „Catfish: Untold Stories Part 6“ |
| 2016 | Předstírání                     | Edie               | díl: „Ex - Posed“                     |
| 2017 | Myšlenky zločince: Za hranicemi | Canela             | díl: „The Devil's Breath“             |
| 2017 | Narcos                          | Maria Salazar      | vedlejší role v 3. sérii              |
| 2017 | Noches Con Platanito            | ona sama           | talk show                             |
| 2019 | Sněží!                          | Ximena             | díl: „Cash and Carry“                 |
| 2019 | Tommy                           | Maria de La Puerta |                                       |